# 傅肖先
傅肖先（1890年—1963年3月24日），贵州镇远人，中国政治人物。江西省政协原副主席（1955年1月－1963年3月）。

## 生平
祖籍贵州镇远，后随父辈入籍江西武宁。清光绪三十四年（1908年）在江西警察厅任巡长，后任陆军五十四师军官、江西都督府稽查员。1910年加入中国同盟会，1913年随李烈钧反袁世凯失败后逃亡上海。1917年赴广东参加护国军。1920年毕业于云南陆军讲武堂韶关分校第一期步兵科，在滇军驻粤部队任职。1926年春参加国民革命军北伐，任国民革命军第十师北海警备司令部参谋、副官主任。1927年北伐军攻克南昌后，任南昌公安局督察长。北伐结束后到上海，在沪淞警备司令部任科长、侦缉队长。1932年，参加陳銘樞等组建的福建人民政府工作，任湖北省军事联络员。抗日战争时期，在江西吉泰荣誉军人管理处任分队长、视察员。1948年10月，在南昌加入中国农工民主党。1949年2月，任农工党江西省工作委员会主任委员。1949年3月，任农工党江西民主自卫军总部司令员。1949年10月中华人民共和国成立后，曾任江西省人民政府委员会委员，江西省交通厅厅长，江西省第一、二届政协副主席，农工党中央委员、江西省委主委。1963年3月24日在南昌病逝，终年73岁。